# Алигер, Маргарита Иосифовна
Маргари́та Ио́сифовна Алиге́р (фамилия при рождении — Зе́йлигер; 24 сентября [7 октября] 1915, Одесса, Херсонская губерния — 1 августа 1992[…], ДСК «Мичуринец») — русская советская поэтесса и переводчица, журналистка, военный корреспондент. Лауреат Сталинской премии второй степени (1943).

## Биография
Родилась в Одессе в еврейской семье. Рано осталась без отца. Поступила в химический техникум, работала по специальности на заводе. В начале 1930-х годов, в 16 лет, оставила учёбу, Одессу и отправилась в Москву. Провалив экзамены в институт, снимала «угол», поступила на работу в библиотеку института ОГИЗ и в заводскую многотиражку. Дебютировала в печати в 1933 году — в журнале «Огонёк» за подписью «Маргарита Алигер» были опубликованы стихотворения «Будни» и «Дождь». В 1934—1937 годах училась в Литературном институте имени А. М. Горького. В 1938 году была принята в Союз писателей СССР.
В годы Великой Отечественной войны Алигер была военным корреспондентом в блокадном Ленинграде. В 1942 году вступила в ВКП(б); в 1943 году передала присуждённую ей Сталинскую премию в Фонд обороны.
В 1955 году Маргарита Алигер участвовала в создании «оттепельного» альманаха «Литературная Москва». Член правления Союза писателей РСФСР и Союза писателей СССР. Член редколлегии журнала «Воскресенье литературное» (1992).
Маргарита Алигер осуществила переводы около 40 поэтов с болгарского, грузинского, еврейского (идиш), азербайджанского, украинского, латышского, узбекского, испанского, венгерского, литовского, корейского языков.

## Творчество
Своими литературными учителями называла Владимира Луговского и Павла Антокольского, они привлекли Алигер к переводу поэтов союзных республик. Сама более всего восхищалась стихами Бориса Пастернака.
Во время гражданской войны в Испании (1937) четверо поэтов — Евгений Долматовский, Константин Симонов, Михаил Матусовский и Алигер — сочинили стихотворное послание «героическому испанскому народу». С этого момента на стихи Алигер обратил внимание Сталин, которому они пришлись по вкусу. В 1939 году, в возрасте 24 лет, Алигер получила первую правительственную награду — орден «Знак Почёта».
В своей поэзии создавала героико-романтический образ современника — энтузиаста первых пятилеток: «Год рождения» (1938), «Железная дорога» (1939) — по мнению литературоведов, с точки зрения современного восприятия, очищенного от идеологических наслоений, этот шедевр является вершиной творчества Алигер. Также получили известность сборник «Камни и травы» (1940), поэма «Зима этого года» (1938), воспевающая силу духа матери, потерявшей ребёнка. Подвигам бойца на фронте и труженика в тылу Великой Отечественной войны посвящены поэтические циклы «Памяти храбрых» (1942), «Лирика» (1943).
Наиболее эмоциональное произведение довоенного времени — поэма «Зима этого года», посвящённая переживаниям и силе духа матери, потерявшей первенца. Трагическая тема отражала житейские перипетии самой Маргариты:

…Меня постигло несчастье, страшнее которого ничего не могло быть, — после долгой тяжёлой болезни умер мой маленький сын. Горе, потрясшее меня, перевернув мою душу, открыло в ней, видимо, новые источники жизненной и творческой энергии, и меня словно что-то швырнуло в работу. Это была бессознательная форма самозащиты, потому что работа, и только она, могла меня поддержать и спасти в то время.

Осенью 1941 года в боях под Ярцево на Смоленщине погиб муж Алигер — композитор Константин Макаров-Ракитин. Его памяти поэтесса посвятила стихотворение «Музыка», одно из наиболее эмоциональных и выразительных в её творчестве. Сама Маргарита в начале Великой Отечественной отправилась в осаждённый Ленинград, где работала военным корреспондентом.
В 1942 году написала поэму «Зоя», посвящённую подвигу Зои Космодемьянской, за которую получила Сталинскую премию. После смерти Сталина была объявлена критикой «посредственной» поэтессой.

В своей лирике Алигер придерживается середины между личным и политическим, причём ещё в ранних её поэмах современность тематики не была навязчивой, а в поздних перевес на стороне вневременных, вечных тем. Её поэзия близка к прозе, но ни в поэмах, ни в стихотворениях, навеянных путешествиями, повествовательности нет, им присуща скорее описательность и рефлексия. Эта поэзия бедна метафорами, но в целом зачастую символична, как, например, стихотворение «Искусство составлять букеты» (1963), где искусство икебаны становится напоминанием о том, что в поэзии должно оставаться только самое существенное.
— Вольфганг Казак
Особое место в творчестве Алигер занимает поэма «Твоя победа», напечатанная в 1946 году. В ней она впервые обратилась к теме судьбы гонимого еврейского народа. Поэма была подвергнута суровой критике и в дальнейшем перепечатывалась с изъятием фрагмента, посвящённого еврейской теме. В 1940—1950-е годы этот фрагмент распространялся рукописно и неоднократно фигурировал в качестве улики при разбирательстве дел «еврейских националистов». Михаил Рашкован в связи с ним написал стихотворение «Ответ М. Алигер», который также распространялся в списках.
Переводила поэзию Арчибалда Маклиша, Пабло Неруды, Эдны Сент-Винсент Миллей, Эдуардаса Межелайтиса, Ханса Магнуса Энценсбергера, Десанки Максимович и других современных ей азербайджанских, американских, сербских, узбекских, украинских поэтов. За переводческую деятельность была награждена международной премией имени П. Неруды (1989).

## Награды
- Сталинская премия второй степени (1943) — за поэму «Зоя» (1942), передана в фонд Красной Армии[22]
- Международная премия АПН имени Пабло Неруды (1989) — за переводческую деятельность
- Орден Отечественной войны 2-й степени (11 марта 1985)
- Два ордена Трудового Красного Знамени (8 октября 1965, 16 ноября 1984)[23]
- Орден Дружбы народов (7 октября 1975)
- Орден «Знак Почёта» (31 января 1939)[24]
- Орден «Кирилл и Мефодий» 1-й степени (1975)
- Медаль «За победу над Германией в Великой Отечественной войне 1941—1945 гг.»
- Медаль «За оборону Москвы»

В честь поэтессы названо озеро на острове Кунашир.

## Семья

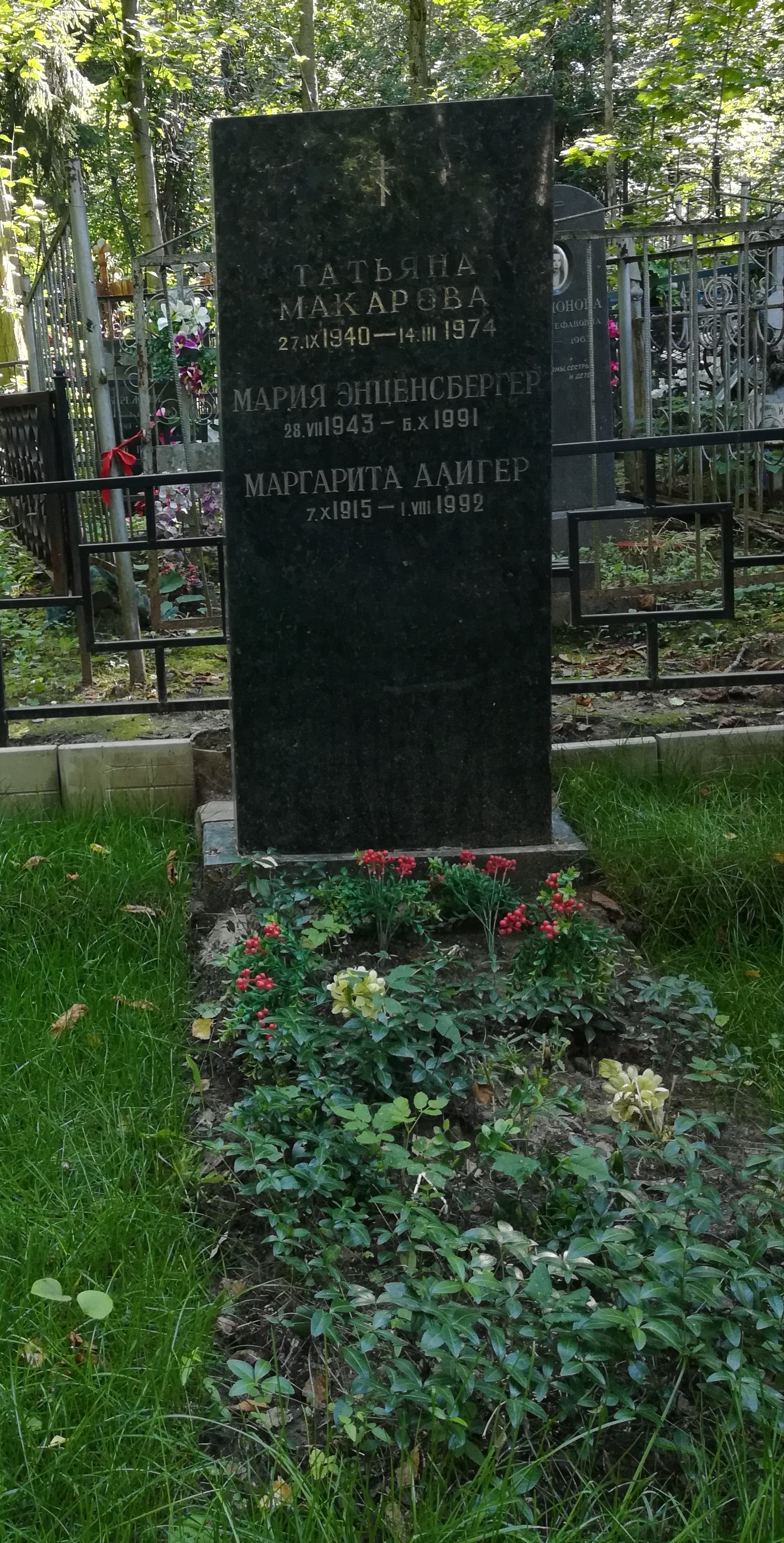
Могила Маргариты Алигер и её дочерей Татьяны Макаровой и Марии Энценсбергер

Первой любовью юной Маргариты был поэт Ярослав Смеляков, с которым она познакомилась в литературном кружке при журнале «Огонёк». Отмечая чувственную натуру Алигер, биографы приписывают ей романы с Алексеем Фатьяновым, Николаем Тихоновым, Арсением Тарковским. Однако замуж Маргарита впервые вышла только в 1937 году, вскоре московские власти выделили супругам квартиру в композиторском доме на Миусской площади. От первого брака с погибшим на фронте композитором Константином Дмитриевичем Макаровым-Ракитиным (1912—1941) родились сын Дмитрий (1937—1938, умер во младенчестве) и дочь Татьяна (1940—1974), впоследствии — поэтесса и переводчик, умершая от лейкемии. Внучка (дочь Татьяны) — Анастасия Коваленкова (род. 1968), художница.
Младшая дочь — Мария Алигер-Энценсбергер — родилась 28 июля 1943 года от связи Алигер и Александра Фадеева (женатого в то время на актрисе Ангелине Степановой). Выйдя замуж за немецкого поэта Ханса Магнуса Энценсбергера, долгое время жила в Лондоне, также занималась переводами, в дни августовского путча 1991 года приезжала в Россию. С раннего детства была близкой подругой Людмилы Улицкой. 6 октября 1991 года она погибла в Лондоне от передозировки снотворного (возможно, самоубийство). Ей посвящён очерк Улицкой «Памяти Маши».
Последним мужем Алигер был заместитель заведующего отделом культуры ЦК КПСС, литератор, фронтовик Игорь Сергеевич Черноуцан (1918—1990).
Алигер пережила всех своих мужей и детей.

## Смерть
1 августа 1992 года Маргарита Алигер погибла в результате несчастного случая, упав в глубокую канаву неподалёку от своей дачи в подмосковном посёлке Мичуринец. 5 августа 1992 года «Литературная газета» опубликовала некролог. Его подписали 25 известных поэтов и писателей, среди них — Андрей Вознесенский, Евгений Евтушенко, Евгений Долматовский, Лидия Либединская, Булат Окуджава, Лев Разгон.
Похоронена на Переделкинском кладбище рядом со своими дочерьми.